# Bistum Lorena
Das Bistum Lorena (lateinisch Dioecesis Lorenensis, portugiesisch Diocese de Lorena) ist eine in Brasilien gelegene römisch-katholische Diözese mit Sitz in Lorena im Bundesstaat São Paulo. 

## Geschichte
Das Bistum Lorena wurde am 31. Juli 1937 durch Papst Pius XI. mit der Apostolischen Konstitution Ad christianae plebis aus Gebietsabtretungen des Bistums Taubaté errichtet und dem Erzbistum São Paulo als Suffraganbistum unterstellt. Am 19. April 1958 wurde das Bistum Lorena dem Erzbistum Aparecida als Suffraganbistum unterstellt.

## Bischöfe von Lorena
- Francisco do Borja Pereira do Amaral, 1940–1944, dann Bischof von Taubaté
- Luís Gonzaga Peluso, 1946–1959, dann Bischof von Cachoeiro de Itapemirim
- José Melhado Campos, 1960–1965, dann Koadjutorbischof von Sorocaba
- Cândido Rubens Padín OSB, 1966–1970, dann Bischof Bauru
- Antônio Afonso de Miranda SDN, 1971–1977, dann Koadjutorbischof von Campanha
- João Hipólito de Morais, 1977–2001
- Eduardo Benes de Sales Rodrigues, 2001–2005, dann Erzbischof von Sorocaba
- Benedito Beni dos Santos, 2006–2013
- João Inácio Müller OFM, 2013–2019, dann Erzbischof von Campinas
- Joaquim Wladimir Lopes Dias, seit 2021